# Roptrie
Roptriile (în engleză rhoptry, plural rhoptries, din greaca rhopalon, ῥόπαλον = măciucă)  numite și toxoneme sunt organele specializate secretoare perechi, electrondense, de formă tubulară, saculară sau claviformă (îngroșate spre vârf) caracteristice pentru stadiile penetrante mobile (merozoiți, sporozoiți) ale protozoarelor parazite  din încrengătura Apicomplexa. Ele fac parte din complexul apical. Sunt de obicei localizate anterior, la capătul apical al corpului și sunt conectate printr-un gât subțire la polul apical al parazitului. Aceste organele variază în număr și formă. Paraziții malarici (Plasmodium) au numai 2 roptrii piriforme (cu dimensiuni de circa 0,6 × 0,3 microni), însă la Eimeria (care au de obicei 2 roptrii) ele sunt claviforme, iar unele coccidii (Toxoplasma,  Sarcocystis, Besnoitia) au mai multe roptrii. Roptriile conțin multe enzime care sunt eliberate în timpul procesului de penetrare a parazitului. Roptriile probabil participă la penetrarea celulei gazdă prin eliberarea de enzime. Proteinele pe care le conțin sunt importante în interacțiunea dintre gazdă și parazit. La Plasmodium spp. roptriile conțin diferite proteine cu greutate moleculară mare (HMW = RhopH 1 - RhopH 3) și cu greutate moleculară mică (LMW = RAP 1 - RAP 3), care sunt excretate în vacuole parazitofore (ca la Eimeria).